# Centrul sportiv Beaublanc
Centrul sportiv Beaublanc (în franceză Palais des Sports sau prescurtat „Beaublanc”) este situat în parcul sportiv, lângă stadionul municipal cu același nume, situat la vest de ruta de Poitiers, la nord de orașul Limoges. A fost construit în 1981. Găzduiește meciurile clubului de baschet CSP Limoges și diverse evenimente sportive (Cupa Davis, tenis Fed Cup, baschet feminin și meciuri de handbal masculin).
Fiind cel mai mare stadion francez de baschet până la apariția în 1991 a Palais des Sports de Pau, Beaublanc a găzduit primul All-Star Game LNB în 1987. A fost, de asemenea, scena finalei europene din prima manșă a Cupei Korać în 2000, câștigată de CSP Limoges împotriva Malaga 80-58. În timpul finalelor 1987, 1988, 1989, 1990, 1991, 1992, 1993, 1994, 1998, 2000, 2014 și 2015 ale campionatului francez, cel puțin un meci a avut loc la Beaublanc.
În 2016, în fața Centrului sportiv Beaublanc a fost inaugurată o esplanadă în memoria lui  Albert Chaminade (1912-2009), jucător, manager și arbitru de baschet din regiune.
Până în 2007 și până la deschiderea Zénith de Limoges, a găzduit, de asemenea, majoritatea concertelor majore.
Forma sa este foarte caracteristică, în special acoperișul susținut de un cadru vast de stejar.